# Rubus constrictus
Rubus constrictus — вид квіткових рослин родини трояндових (Rosaceae).

## Поширення
Поширення: Австрія, Бельгія, Люксембург, Чехія, Франція, Німеччина, Швейцарія, Угорщина, Італія, Польща, Словаччина, Словенія, Україна.
В Україні росте у Закарпатській, Львівській та Чернівецькій областях; раніше для України (окол. Львова та Чернівецької обл.) наводився під назвою Rubus vestii Focke